# CD Fernández Vial
Club Deportivo Ferroviario Almirante Arturo Fernández Vial – chilijski klub piłkarski z siedzibą w mieście Concepción leżącym w regionie Biobío (tzw. VIII region).

## Osiągnięcia

### Krajowe
- Copa Chile

| zwycięstwo (0):     | –    |
| drugie miejsce (1): | 1986 |

## Historia
W roku 1897 założony został pierwszy w mieście klub Internacional de Concepcion, który skupiał pracowników kolei państwowych.
W maju 1903 roku doszło do strajku pracowników portowych miasta Valparaíso, który doprowadził do licznych rozruchów w mieście, co w konsekwencji zmusiło władze do wprowadzenia godziny policyjnej. Do konfliktu wmieszał się admirał Arturo Fernandez Vial, były zarządca Territorio Marítimo i zwycięzca spod Iquique. Dzięki jego interwencji konflikt udało się zażegnać. Przy okazji zdobył sobie powszechne uznanie i szacunek, a w Concepción na bazie klubu Internacional 15 czerwca 1903 roku utworzono klub Club Deportivo Ferroviario Almirante Arturo Fernandez Vial.
W roku 1981 klub przystąpił do rozgrywek trzeciej ligi chilijskiej (Tercera división chilena) i wygrał ją w swoim pierwszym występie, uzyskując awans do drugiej ligi chilijskiej (Primera B).

### Piłkarze w historii klubu

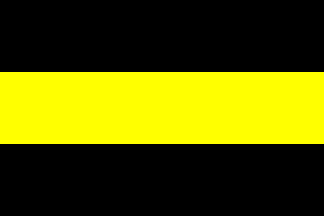
Flaga klubu Fernández Vial

- Nelson Acosta
- Luis Chavarria
- Ruben Dundo
- Mario Alberto Kempes
- Arturo Sanhueza
- Fernando Vergara
- Richard Zambrano